# 老街縣
老街縣為緬甸撣邦一个已不存在的縣，其區域面積為1,844.5平方公里，2014年人口154,912人。首府位在老街。該縣屬於緬甸聯邦第一特區。
按照《2008年缅甸宪法》，自治区直接管辖各镇区，不设立县级政区，老街县应在果敢自治区成立后撤销。果敢自治区成立后，老街县仍列为掸邦辖县。2019年，缅甸政府正式撤销老街县。

## 行政区划
2019年，老街县下辖2个镇区。
- 老街镇区（Laukkaing Township）[4]
- 拱掌镇区（Konkyan Township）